# Tsakalonísi
Tsakalonísi är en ö i Grekland.   Den ligger i prefekturen Nomós Kefallinías och regionen Joniska öarna, i den centrala delen av landet, 240 km väster om huvudstaden Aten. Arean är 0,14 kvadratkilometer.
Terrängen på Tsakalonísi är platt. Öns högsta punkt är 11 meter över havet. 